# 丸山寿一
丸山 寿一（まるやま じゅいち、1945年2月23日 - ）は、日本のアルペンスキーヤー。 
長野県出身。1968年の冬季オリンピックで男子滑降に出場した。

## 参照資料
1. ↑  “Juichi Maruyama Olympic Results”.  Sports Reference LLC. 2020年4月17日時点のオリジナルよりアーカイブ。2018年3月15日閲覧。